# Used to Love U
Used To Love U è una canzone di John Legend estratta come primo singolo dall'album del 2004 Get Lifted .

## Tracce
CD-Maxi Columbia 14342 2 (Sony)
1. Used To Love U (Album Version) - 3:30
2. Used To Love U (Instrumental) - 3:24
3. Used To Love U (A Cappella) - 3:30

## Classifiche
| Classifica (2004)                    | Posizione più alta |
| ------------------------------------ | ------------------ |
| Irish Singles Chart                  | 45                 |
| Italian FIMI Singles Chart           | 40                 |
| New Zealand Singles Chart            | 27                 |
| Official Singles Chart               | 29                 |
| U.S. Billboard Hot 100               | 74                 |
| U.S. Billboard Hot R&B/Hip-Hop Songs | 32                 |
| Eurochart Hot 100 Singles            | 74                 |